# Florian Thauvin
Florian Tristan Mariano Thauvin (sinh ngày 26 tháng 1 năm 1993) là một cầu thủ bóng đá chuyên nghiệp người Pháp hiện đang thi đấu ở vị trí tiền vệ cánh hoặc tiền đạo và là đội trưởng của câu lạc bộ Serie A Udinese.
Anh ra mắt đội hình chính cho Grenoble vào năm 2011. Chuyển sang Bastia, anh đã giành được danh hiệu Ligue 2 ngay trong mùa đầu tiên và được bầu chọn là Cầu thủ trẻ xuất sắc nhất một năm sau đó. Sau đó, anh chuyển đến Olympique de Marseille với giá 15 triệu euro, tiếp tục có hơn 230 lần ra sân và ghi hơn 75 bàn thắng qua hai mùa giải trong đội, với một thời gian ngắn tại Newcastle United của Premier League.
Thauvin ra sân 30 trận và ghi 14 bàn thắng cho các đội tuyển U18 đến U21 của Pháp, vô địch FIFA U-20 World Cup 2013. Anh ra mắt đội tuyển quốc gia vào tháng 6 năm 2017 và là thành viên tuyển Pháp vô địch World Cup 2018.

## Danh hiệu

### Câu lạc bộ
Bastia
- Ligue 2: 2011–12

Marseille
- Á quân UEFA Europa League: 2017–18[4]

### Quốc tế
Đội tuyển U20 Pháp
- FIFA U-20 World Cup: 2013

Đội tuyển quốc gia Pháp
- FIFA World Cup: 2018[5]

### Cá nhân
- UNFP Ligue 1 Cầu thủ trẻ xuất sắc nhất năm: 2012–13[6]
- UNFP Ligue 1 Cầu thủ xuất sắc nhất tháng:
  - Tháng 3 năm 2017[7]
  - Tháng 11 năm 2017[8]
  - Tháng 1 năm 2018[9]

### Khác
- Bắc Đẩu Bội tinh: 2018[1]